# Kazimierz Danek

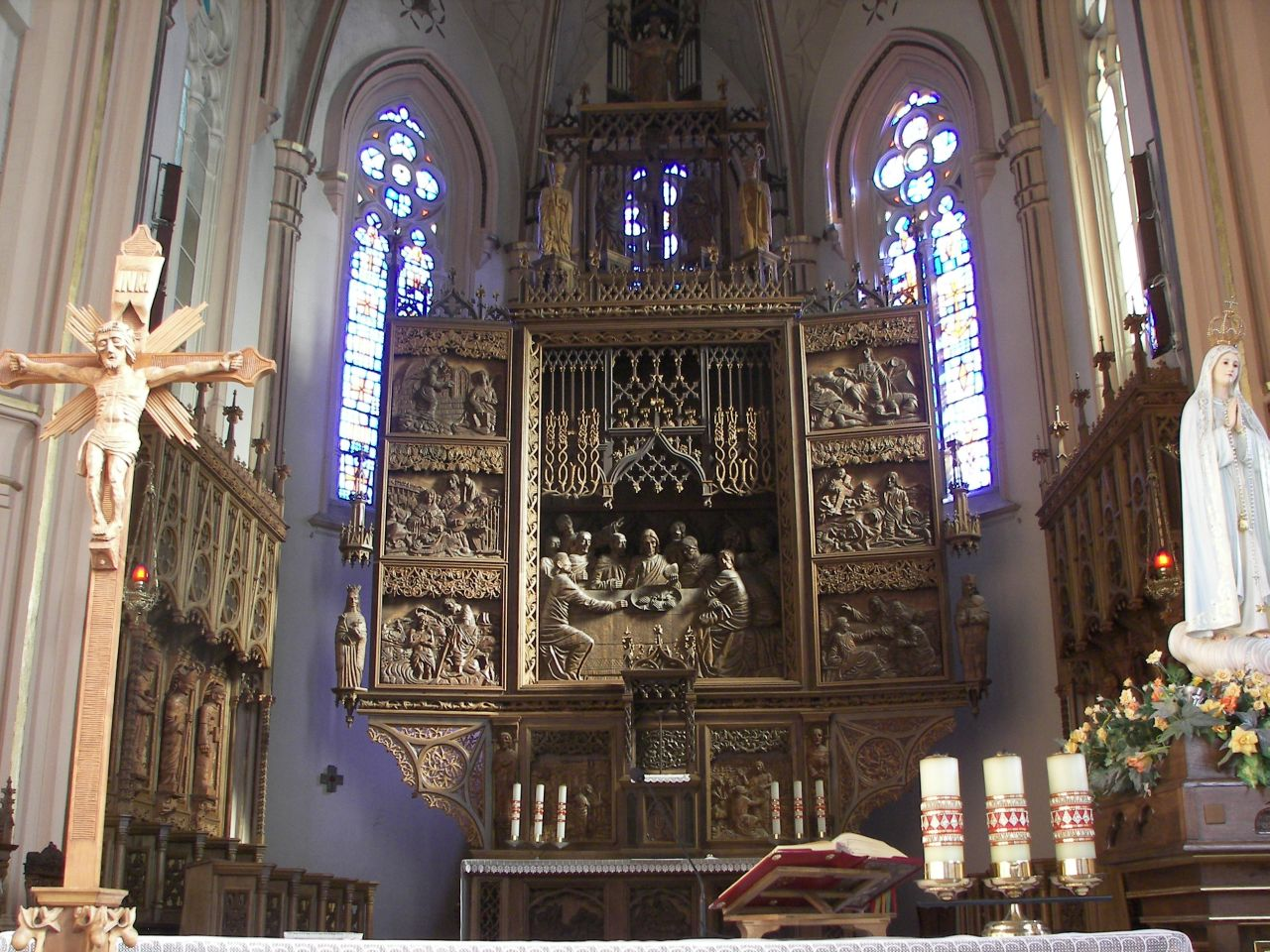
Wilamowice. Ołtarz w kościele parafialnym, dzieło Kazimierza Danka

Kazimierz Danek (ur. 25 grudnia 1934 w Krakowie, zm. 6 marca 2011) – polski artysta ludowy, zwany „wilamowickim Witem Stwoszem”.
Jako artysta był twórcą monumentalnego ołtarza w kościele w Wilamowicach, który rzeźbił na przestrzeni lat 1980–1988. Ołtarz został wykonany z drzewa lipowego, ma wysokość 12,5 metra i ma formę tryptyku przedstawiającego Ostatnią Wieczerzę wzorowanego na konstrukcji Wita Stwosza z kościoła Mariackiego w Krakowie. Wcześniej wyrzeźbił płaskorzeźbę Drogi Krzyżowej. Ponadto był autorem ołtarzy bocznych w kościele i stalli w prezbiterium.
Zmarł na skutek zawału serca. Został pochowany 9 marca 2011 r., na cmentarzu miejscowym w Wilamowicach.